# Рамзес V
Рамзес V је био је четврти по реду египатски фараон Двадесете династије. Био је син фараона Рамзеса IV и краљице Тентопет.
Његову кратку владавину су карактерисали успон Амонових свештеника, који су почели да контролишу земљу око храмова и државне финансије науштрб фараона. Папирус познат као Турин 1887, који датира из његове владавине, тако бележи финансијски скандал у који су били умешани свештеници из Елефантине. Период унутрашње нестабилности су карактерисали и напади споља, претпоставља се из Либије, о чему сведочи папирус Кат. 2044 и навод да су радници у Деир ел-Медини због непријатеља повремено прекидали изградњу Рамзесовог гроба, те да је исти непријатељ дошао до града Пер и „спалио тамошњи народ“. Други извор помиње напад на саму Тебу.. То показује како египатска држава у то време није могла спречавати нападе на своје елитне раднике, а камоли становништво.
Тачне околности смрти Рамзеса V нису познате. Могуће да га је свргнуо Рамзес VI, који је касније узурпирао гроб изграђен од стране свог претходника. Сахрањен је тек у другој години владавине Рамзеса VI, што је било необично, с обзиром на египатску традицију према којој се фараон мумифицирао и сахрањивао тачно 70 дана након почетка владавине наследника. Међутим, могуће је да је погреб одгођен због потребе Рамзеса VI да претходно очисти подручје Тебе од евентуалних либијских нападача.
Мумија Рамзеса V је пронађена, а на основу ожиљака на лицу, па се претпоставља да је патио од великих богиња. На глави су пронађени трагови велике ране, због којих неки египтолози сматрају да је убијен ударцем оштрим предметом у горњу леву страну главе. Није искључено, пак, да је оштећење лобање настало од пљачкаша гробова.